# Circondario dello Stormarn
Il circondario dello Stormarn è un circondario dello Schleswig-Holstein di 225 236 abitanti, suddiviso in 54 comuni, che ha come capoluogo Bad Oldesloe.

## Geografia antropica

### Suddivisioni amministrative
Città indipendenti
1. Ahrensburg, (30 663)
2. Bad Oldesloe, (24 172)
3. Bargteheide, (14 651)
4. Glinde, (16 168)
5. Reinbek, (25 516)
6. Reinfeld, (8 467)

Municipalità indipendenti
1. Ammersbek (9 301)
2. Barsbüttel (12 454)
3. Großhansdorf (8 945)
4. Oststeinbek (8 067)

Comuni (Suddivisi negli Ämter)
(* = Sede amministrativa dell'Amt)
- 1. Bad Oldesloe-Land
[Sede: Bad Oldesloe]

1. Grabau (811)
2. Lasbek (1 195)
3. Meddewade (773)
4. Neritz (338)
5. Pölitz (1 180)
6. Rethwisch (1 094)
7. Rümpel (1 298)
8. Steinburg (2 508)
9. Travenbrück (1 706)

- 2. Bargteheide-Land
[Sede: Bargteheide]

1. Bargfeld-Stegen (2 873)
2. Delingsdorf (2 203)
3. Elmenhorst (2 425)
4. Hammoor (1 141)
5. Jersbek (1 756)
6. Nienwohld (474)
7. Todendorf (1 063)
8. Tremsbüttel (1 862)

- 3. Nordstormarn
[Sede: Reinfeld]

1. Badendorf (805)
2. Barnitz (831)
3. Feldhorst (598)
4. Hamberge (1 373)
5. Heidekamp (466)
6. Heilshoop (591)
7. Klein Wesenberg (761)
8. Mönkhagen (643)
9. Rehhorst (714)
10. Wesenberg (1 194)
11. Westerau (782)
12. Zarpen (1 519)

- 4. Siek

1. Braak (790)
2. Brunsbek (1 614)
3. Hoisdorf (3 427)
4. Siek* (1 987)
5. Stapelfeld (1 559)

- 5. Trittau

1. Grande (661)
2. Grönwohld (1 343)
3. Großensee (1 756)
4. Hamfelde (500)
5. Hohenfelde (53)
6. Köthel (352)
7. Lütjensee (3 229)
8. Rausdorf (232)
9. Trittau* (7 593)
10. Witzhave (1 410)

Il comune di Tangstedt (6 365 ab.) appartiene all'Amt di Itzstedt, nel circondario di Segeberg.